# Teemu Rannikko
Teemu Rannikko, né le 9 septembre 1980 à Turku, en Finlande, est un joueur finlandais de basket-ball. Il joue au poste de meneur.

## Palmarès
- Champion de Finlande 2000
- Vainqueur de la coupe de Finlande 2000
- MVP du Champion de Finlande 1999, 2000
- Champion de Slovénie 2006
- Vainqueur de la coupe de Slovénie 2006
- Vainqueur de la coupe de Russie 2008